# This Armor
《This Armor》是日本創作型歌手鬼束千尋於2002年3月6日發行的第二張原創專輯。

## 說明
- 整張專輯作詞及作曲皆由鬼束千尋獨立完成，編曲則是羽毛田丈史。
- 繼百萬銷量的暢銷首張專輯Insomnia(失眠)之後，所發行的第二張原創專輯，本人也曾給予了「前作的延長線之上」、「Insomnia II」等的評價，明顯表示延續了前作的風格的作品。
- 在前一張專輯Insomnia發行時，就決定了此專輯的標題，專輯標題為「盔甲」之意，除了與前作相同，理由是「聽起來語感不錯」，本人也說：「盔甲、平常所穿的服飾、甚至是化妝，都可說是一種盔甲，但並不是要人脫下盔甲，而是要說出那樣的存在。」
- 專輯中收錄了幾首曲子中的歌詞：「LITTLE BEAT RIFLE」的「劍與弓」、「Arrow of Pain」的「箭矢」、「infection」的面具，以及「CROW」的「盾牌」、「鎧甲」似乎都與標題的「This Armor」有所關聯，但本人卻在訪談時說：「只是偶然而已。」
- 原本預定收錄的「A Horse and Queen」後來改為之前所發的單曲「月光」所收錄的「Arrow of Pain」，而這首歌則改名為「A Horse and A Queen」並收錄在2007年發行的第四張專輯「LAS VEGAS」之中。

## 收錄曲目
1. ROLLIN'(顛沛流離)
  - 朝日電視台深夜劇「完売劇場」印象曲

標題是本人自造的字眼，是「RPG的現在進行式」的意思，MV則是收錄了在樂隊伴奏下歌唱的畫面。
2. 茨の海
3. SHADOW
4. everything, in my hands
5. Our Song
6. 流星群
  - 朝日電視台電視劇「圈套2」的主題曲。
7. LITTLE BEAT RIFLE (album ver.) 
與單曲不同的版本，降了半音，並且只用鋼琴伴奏的慢板。
8. Arrow of Pain
9. infection
10. CROW